# سیجی کانکو
سیجی کانکو (انگلیسی: Seiji Kaneko؛ زادهٔ ۲۷ مهٔ ۱۹۸۰) بازیکن فوتبال اهل ژاپن است.
از باشگاه‌هایی که در آن بازی کرده‌است می‌توان به باشگاه فوتبال ناگویا گرامپوس، باشگاه فوتبال آویسپا فوکوئوکا، باشگاه فوتبال یانگون یونایتد، باشگاه فوتبال تامپینس روفرز، باشگاه فوتبال کاشیما آنتلرز، و باشگاه فوتبال ویسل کوبه اشاره کرد.